# 蘭開斯特縣 (南卡羅萊納州)
蘭開斯特縣（英語：Lancaster County）是美國南卡羅萊納州北部的一個縣，北鄰北卡羅萊納州。成立於1785年。面積1,438平方公里。根據美國2000年人口普查，共有人口61,351。縣治蘭開斯特。縣名來自賓夕法尼亞州同名的縣。